# Inverurie
Inverurie är en ort i Storbritannien.   Den ligger i kommunen Aberdeenshire och riksdelen Skottland, i den norra delen av landet, 700 km norr om huvudstaden London. Inverurie ligger 63 meter över havet och antalet invånare är 11 323.
Terrängen runt Inverurie är huvudsakligen platt, men västerut är den kuperad. Inverurie ligger nere i en dal.Runt Inverurie är det ganska tätbefolkat, med 54 invånare per kvadratkilometer. Inverurie är det största samhället i trakten. Trakten runt Inverurie består till största delen av jordbruksmark.